# Rocca d'Arce
Rocca d'Arce es una localidad y comune italiana de la provincia de Frosinone, región de Lacio, con 991 habitantes.

## Evolución demográfica
| Gráfica de evolución demográfica de Rocca d'Arce entre 1861 y 2001 |
|                                                                    |
| Fuente ISTAT - elaboración gráfica de Wikipedia                    |